# Course en ligne féminine aux championnats du monde de cyclisme sur route 2009
Navigation
2008 2010
La course en ligne féminine aux championnats du monde de cyclisme sur route 2009 a lieu le 26 septembre 2009 à Mendrisio en Suisse. Elle est remportée par l'Italienne Tatiana Guderzo.

## Classement
|                                    | Coureuse                   | Pays             |    | Temps           |
| ---------------------------------- | -------------------------- | ---------------- | -- | --------------- |
| Médaille d'or, Coupe du Monde      | Tatiana Guderzo            | Italie           | en | 3 h 33 min 25 s |
| Médaille d'argent, Coupe du Monde  | Marianne Vos               | Pays-Bas         | +  | 19 s            |
| Médaille de bronze, Coupe du Monde | Noemi Cantele              | Italie           |    | 19 s            |
| 4                                  | Kristin Armstrong          | États-Unis       |    | 19 s            |
| 5                                  | Diana Žiliūtė              | Lituanie         |    | 1 min 7 s       |
| 6                                  | Judith Arndt               | Allemagne        |    | 1 min 7 s       |
| 7                                  | Erinne Willock             | Canada           |    | 1 min 7 s       |
| 8                                  | Nicole Brändli             | Suisse           |    | 1 min 7 s       |
| 9                                  | Grace Verbeke              | Belgique         |    | 1 min 7 s       |
| 10                                 | Catherine Cheatley         | Nouvelle-Zélande |    | 1 min 7 s       |
| 11                                 | Emma Johansson             | Suède            |    | 1 min 7 s       |
| 12                                 | Ruth Corset                | Australie        |    | 1 min 7 s       |
| 13                                 | Edita Pučinskaitė          | Lituanie         |    | 1 min 7 s       |
| 14                                 | Emma Pooley                | Royaume-Uni      |    | 1 min 7 s       |
| 15                                 | Evelyn Stevens             | États-Unis       |    | 1 min 7 s       |
| 16                                 | Linda Villumsen            | Danemark         |    | 3 min 2 s       |
| 17                                 | Paulina Brzezna-Bentkowska | Pologne          |    | 3 min 31 s      |
| 18                                 | Mara Abbott                | États-Unis       |    | 4 min 41 s      |
| 19                                 | Claudia Lichtenberg        | Allemagne        |    | 5 min 41 s      |
| 20                                 | Ana Belén García Antequera | Espagne          |    | 5 min 44 s      |
| 21                                 | Andrea Bosman              | Pays-Bas         |    | 6 min 44 s      |
| 22                                 | Ludivine Henrion           | Belgique         |    | 6 min 44 s      |
| 23                                 | Chantal Blaak              | Pays-Bas         |    | 6 min 44 s      |
| 24                                 | Julia Martisova            | Russie           |    | 6 min 44 s      |
| 25                                 | Christel Ferrier-Bruneau   | France           |    | 6 min 44 s      |
| 26                                 | Edwige Pitel               | France           |    | 6 min 44 s      |
| 27                                 | Elizabeth Deignan          | Royaume-Uni      |    | 6 min 44 s      |
| 28                                 | Sharon Laws                | Royaume-Uni      |    | 6 min 44 s      |
| 29                                 | Trixi Worrack              | Allemagne        |    | 6 min 44 s      |
| 30                                 | Fabiana Luperini           | Italie           |    | 6 min 44 s      |
| 31                                 | Karine Gautard-Roussel     | France           |    | 9 min 42 s      |
| 32                                 | Rasa Leleivytė             | Lituanie         |    | 10 min 1 s      |
| 33                                 | Kaytee Boyd                | Nouvelle-Zélande |    | 10 min 1 s      |
| 34                                 | Carla Swart                | Afrique du Sud   |    | 10 min 1 s      |
| 35                                 | Sophie Creux               | France           |    | 10 min 1 s      |

|                      | Coureuse               | Pays           |  | Temps       |
| -------------------- | ---------------------- | -------------- |  | ----------- |
| Autres compétitrices |                        |                |  |             |
| 37                   | Marissa van der Merwe  | Afrique du Sud |  | 10 min 1 s  |
| 38                   | Verónica Leal          | Mexique        |  | 10 min 1 s  |
| 39                   | Christiane Soeder      | Autriche       |  | 10 min 1 s  |
| 40                   | Tara Whitten           | Canada         |  | 10 min 1 s  |
| 42                   | Regina Bruins          | Pays-Bas       |  | 10 min 1 s  |
| 43                   | Irene van den Broek    | Pays-Bas       |  | 10 min 1 s  |
| 44                   | Julie Krasniak         | France         |  | 10 min 1 s  |
| 45                   | Loes Gunnewijk         | Pays-Bas       |  | 10 min 1 s  |
| 46                   | Monia Baccaille        | Italie         |  | 10 min 8 s  |
| 47                   | Luisa Tamanini         | Italie         |  | 10 min 8 s  |
| 48                   | Jeannie Longo-Ciprelli | France         |  | 11 min 59 s |
| 49                   | Oxana Kozonchuk        | Russie         |  | 12 min 36 s |
| 50                   | Yevheniya Vysotska     | Ukraine        |  | 12 min 36 s |
| 52                   | Tiffany Cromwell       | Australie      |  | 12 min 36 s |
| 54                   | Patricia Schwager      | Suisse         |  | 12 min 36 s |
| 55                   | Lieselot Decroix       | Belgique       |  | 12 min 36 s |